# Aproximant alveolar sonora
L'aproximant alveolar sonora és un fonema que es representa com a [ɹ] (semblant a una r minúscula invertida) a l'AFI. Està present a llengües com l'anglès, l'armeni o el vietnamita i com a al·lòfon dialectal en altres idiomes, com el portuguès, l'holandès o l'alemany, com a variant dels sons vibrants. En català aquest fonema és un al·lòfon de la erra simple entre vocals.
En la majoria de dialectes de l'anglès actual aquest so amb labialització afegida és la realització habitual de /r/ a principi de síl·laba. En l'escriptura d'aquesta llengua es representa amb les grafies r o wr en aquesta posició.
És un so aproximant perquè els òrgans articuladors s'apropen sense causar turbulències al pas de l'aire. És un so alveolar, ja que la llengua toca la part de darrere les dents per articular-lo. És un so sonor, és a dir, hi ha vibració de les cordes vocals. És una consonant oral.